# Машалов, Борис
Борис Николов Машало́в (31 января 1914, с. Севлиево — 16 июля 1962, София, Болгария) — болгарский певец, исполнитель народных песен. Кавалер орденов «Кирилл и Мефодий» I и II степени, обладатель звания «Майстор на естрадното изкуство». Чемпион Болгарии по вольной борьбе (1942).

## Биография
Родился в селе Севлиево Габровской области в семье потомственных ремесленников и певцов Николы и Елены Машаловых, был четвёртым ребёнком в семье с шестью детьми. Прадед по отцовской линии Димитр Зенгиев славился прекрасным голосом, его прозвище «Ма́шала» стало семейной фамилией. Борис учился в прогимназии, увлекался пением и деревенской борьбой. Финансовые трудности вынудили семью продать дом в Севлиево и переселиться в Софию. Здесь юноша работал в мастерской по ремонту велосипедов, затем учился кондитерскому ремеслу и разносил по домам заказы, позднее стал маляром.
В 1932 году Машалов был принят в новообразованный Клуб болгарских борцов-любителей (болг. Клуб на българските борци аматьори), участвовал во многих состязаниях на родине и за рубежом. Обладатель титулов чемпиона балканских стран (1934) и чемпиона Болгарии (1942) по вольной борьбе в весовой категории до 76 кг.
В 1934 году поступил на военную службу в Штрыклево, затем служил в Варне во флоте, продолжал заниматься борьбой и развлекал сослуживцев пением. После окончания срочной службы в 1937 году вернулся к малярному делу в Софии. Вокальная карьера Машалова началась благодаря случайной встрече с оперным певцом и педагогом Сыбчо Сыбчевым (болг. Събчо Събчев), который услышал голос поющего за работой маляра. Сабчев стал первым педагогом Машалова и оставался его другом до конца жизни.
В 1935 году Машалов участвовал в записи шлягеров и итальянских песен в Праге. Дебют Машалова Софийском радио состоялся осенью 1937 года с репертуаром из болгарского фольклора. Вся последующая карьера певца была связана с народной болгарской песней, хотя известный певец и педагог Христо Брымбаров пригласил Машалова обучаться оперному пению и советовал делать оперную карьеру, оставив фольклор. Позднее множество песен в исполнении Машалова записала и издала крупнейшая в тот период болгарская фирма по производству грампластинок «Симфония». Записи на грампластинки не обеспечивали достаточных средств к существованию, и Машалов продолжал работать маляром.
Со временем Машалов перешёл к регулярной концертной деятельности. В составе концертных групп дал множество концертов в разных местах Болгарии и за рубежом. Фольклорный репертуар певца в значительной части сложился из песен, услышанных в детстве от родителей. Помимо традиционных песен северной фольклорной области, исполнял песни и других регионов. Народные песни для своих выступлений Машалов собирал, путешествуя по сёлам Болгарии. В 1949—1954 годах был солистом Ансамбля песни и пляски Болгарской армии, с 1955 года выступал с группой «Наша песня».
Машалов страдал хронической почечной недостаточностью, которая иногда не позволяла ему выйти на сцену. В 1962 году в турне с группой «Наша песня» по родопским сёлам певец во время концерта упал на сцене, был эвакуирован на вертолёте в софийский военный госпиталь и через три недели, 16 июля, скончался.
Борис Машалов был удостоен звания «Майстор на естрадното изкуство», ордена «Кирилл и Мефодий» II степени, а также посмертно ордена «Кирилл и Мефодий» I степени. Певец обладал исключительно красивым, «окрашенным», ровным во всех регистрах голосом, при этом умел завладеть публикой и затронуть сердца. Творческое наследие Бориса Машалова включает около 400 песен, из которых более 60 вошли в золотой фонд болгарского фольклора. Среди наиболее популярных: «Заблеяло ми агънце», «Вино пият петдесет юнака», «Мятало Ленче ябълка», «Провикнал си е Никола», «Недо ле, Недке хубава», «Либе, ако дойдиш, сега да ми дойдиш», «Китка ти падна, Дено».
Дом Машаловых в Севлиево не сохранился, в селе установлена памятная плита с именем певца.